# برده‌داری مزدی
برده‌داری مزدی اصطلاحی است که از آن، با تأکید بر شباهت بین خریدن و اجاره کردن یک انسان، برای تشبیه کار مزدی به برده‌داری استفاده می‌شود. این اصطلاح معمولاً به وضعیتی اشاره دارد که زندگی فرد به دستمزد یا حقوق بستگی کامل و ضروری دارد.
اصطلاح «برده‌داری مزدی» برای انتقاد از بهره‌کشی از کار و قشربندی اجتماعی مورد استفاده قرار گرفته است. بهره‌کشی در نبود قدرت چانه‌زنیِ برابر بین نیروی کار و سرمایه دیده می‌شود؛ خصوصاً زمانی که کارگران با دستمزد پایین و در شرایط کاری بدی کار می‌کنند. قشربندی را نیز می‌توان در نبود خودمدیریتی کارگران، انتخاب‌های کاریِ راضی‌کننده، و اوقات فراغت دید. نقد قشربندی اجتماعی دامنهٔ وسیع‌تری از انتخاب‌های کاری را دربر می‌گیرد که به دلیل فشارهای جامعهٔ سلسله‌مراتبی گرفته شده‌اند تا فرد به کارهایی نه‌چندان رضایت‌بخش بپردازد که او را زیر تهدید گرسنگی، فقر، بدنامی و خفت اجتماعی از «شخصیت نوعی» اش محروم می‌کند.
شباهت‌ها بین کار مزدی و برده‌داری تا سیسرون در روم باستان و رسالهٔ در باب وظیفه قدمت دارد. با ظهور انقلاب صنعتی، متفکرانی چون پیر-ژوزف پرودون و کارل مارکس به این شباهت بیشتر پرداختند. در همین زمان لادایت‌ها بر انسان‌زدایی ناشی از ظهور ماشین‌ها تأکید داشتند. پیش از جنگ داخلی آمریکا، مدافعان برده‌داریِ سیاه‌پوستان در جنوب به ایدهٔ برده‌داری مزدی متوسل شدند تا شرایط بردگان خود را با کارگران در شمال مقایسه کنند. ایالات متحدهٔ آمریکا پس از جنگ داخلی برده‌داری را لغو کرد، با این حال، فعالان اتحادیه‌های کارگری این استعاره را مفید و مناسب یافتند. در عصر طلایی آمریکا، به گفتهٔ لارنس گلیک‌من، «ارجاع‌ها [به برده‌داری مزدی] در مطبوعات کارگری فراوان بود و به سختی می‌شد یک سخنرانی از رهبری کارگری بدون این عبارت پیدا کرد.»
معرفی کار مزدی در بریتانیای قرن ۱۸ در ابتدا با مقاومت مواجه شد که به ظهور اصول سندیکالیسم انجامید. برخی از سازمان‌های کارگری و فعالان کارگری از خودمدیریتی کارگران و تعاونی کارگری به عنوان آلترناتیوی برای کار مزدی سخن گفته‌اند.

## تاریخ

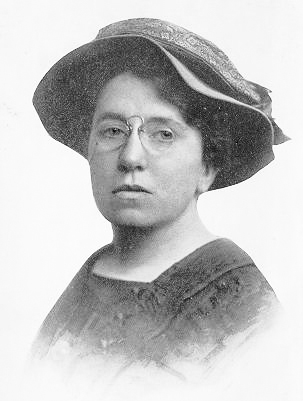
اما گلدمن برده‌داری مزدی را با این جملهٔ مشهور خود محکوم کرد که: «تنها تفاوت آن است که شما بردگانِ کرایه شده‌اید به جای بردگان [فروخته‌شده در] بلوک»

این دیدگاه که کار کردن برای مزد همانند بردگی است به جهان باستان بازمی‌گردد. در روم باستان، سیسرون نوشت که «هرکس نیروی کار خودش را برای پول بدهد خود را فروخته و خود را در مرتبه بردگان قرار داده است.»
در سال ۱۷۶۳، روزنامه‌نگار فرانسوی سیمون لینگه توصیفی مؤثر از بردگی مزدی نوشت:
برده برای صاحبش عزیز بود برای پولی که خرج او کرده بود … آن‌ها حداقل به‌اندازه‌ای که می‌شد در بازار فروختشان ارزش داشتند … ناممکن بودن زندگی با هر روش دیگری است که کارگرِ زمین را مجاب می‌کند تا از خاکی کشت کند که میوه‌هایش را هیچ‌گاه نخواهد خورد و بنا را که بناهایی را بسازد که هیچ‌گاه در آن‌ها نخواهد زیست … این نیاز است که آن‌ها را مجاب می‌کند تا به روی زانوهای خود بروند و از مرد غنی بخواهند که آن‌ها را غنی سازد … در واقعیت چه سودی سرکوب برده‌داری به ارمغان آورده است … او آزاد است، تو می‌گویی. وه! این بدسعادتی اوست … این مردان … بدترین و پرعتاب و خطاب‌ترین سرورها [را دارند]، که آن، نیاز است. … پس آن‌ها باید کسی را پیدا کنند که ایشان را کرایه کند، یا از گرسنگی بمیرند. آیا این آزاد بودن است؟
این نگاه که کار مزدی شباهت‌های قابل ملاحظه‌ای با برده‌داری سنتی دارد در اواخر قرن ۱۸ و ۱۹ توسط طرفداران برده‌داری سنتی، به خصوص در ایالت‌های جنوبی آمریکا، و مخالفان سرمایه‌داری، که مخالف برده‌داری سنتی نیز بودند، به پیش کشیده شد. برخی از مدافعان برده‌داری که اکثراً در ایالات جنوبی آمریکا بودند استدلال می‌کردند که کارگران در ایالت‌های شمالی «آزاد اما به نام، بردگان مشقت بی‌پایان» هستند و بردگان آن‌ها زندگی بهتری دارند. چندین تحقیق در دوران مدرن با بیان اینکه شرایط مادی بردگان در قرن ۱۹ام «بهتر از چیزی بوده است که برای کارگران شهری در آن زمان مهیا بوده» به این استدلال‌ها نیرو می‌بخشند. در همین دوران بود که هنری دیوید ثورو نوشت: «سخت است که یک سرپرست جنوبی داشته باشی؛ و سخت‌تر است که یک آقابالاسر شمالی داشته باشی؛ اما بدتر از همه آن است که خودت برده‌دار خودت باشی.»
برخی از اعضای جنبش الغای برده‌داری در آمریکا این قیاس را بی‌مورد خواندند. آن‌ها معتقد بودند که کارگران مزدی «نه مورد ستم‌اند و نه سرکوب‌شده». آبراهام لینکن و جمهوری‌خواهان استدلال می‌کردند که شرایط کارگران مزدی با شرایط بردگان تفاوت دارد چون این فرصت را دارند که در آینده برای خود کار کنند و به خوداشتغالی برسند. فردریک داگلاس، عضو جنبش ضد برده‌داری و بردهٔ پیشین، در ابتدا زمانی که یک شغل پیدا کرد اعلام نمود «اکنون من سرور خودم هستم». اما بعدها او به نتیجه‌ای برعکس رسید: «تجربه نشان می‌دهد که شاید یک برده‌داری مزدها وجود داشته باشد که تنها کمی در نتایج‌اش از برده‌داری سنتی کم‌تر غیرمنصفانه و خردکننده است، و این برده‌داری مزدها نیز باید همراه آن دیگری از بین برود». داگلاس همچنین راجع به شرایطی که از قدرت چانه‌زنی نابرابر بین طبقه سرمایه‌دار و طبقه کارگر در بازار قهری پول پدید می‌آید سخن گفت: «برای کلاه‌برداری از کارگران جنوب هیچ وسیله‌ای بهتر و مؤثرتر از این نبود که برای پرداخت دستمزد آن‌ها پول را با حکم به مغازه‌داران جایگزین کنند. خوبیِ نمایش صداقت را دارد، در حالی که کارگران را بی‌دفاع در اختیار زمین‌دار و مغازه‌دار قرار می‌دهد».

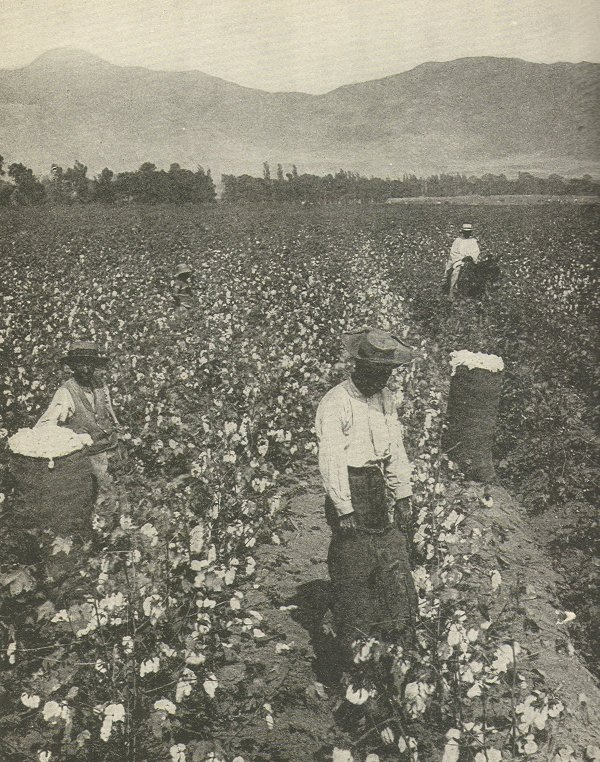
کارگران مزدی سیاه‌پوست آمریکایی در حال کار در مزرعه پنبه، اوایل قرن بیستم

خوداشتغالی با ناپدید شدن تدریجی سنت صنعت‌گری در اواخر قرن ۱۹ام رواج خود را از دست داد. در ۱۸۶۹، نیویورک تایمز سیستم کار مزدی را به این شکل توصیف کرد: «یک سیستم برده‌داری به همان اندازه مطلق، اگرنه همان قدر تحقیرآمیز، که سیستم اخیراً رایج در جنوب بود». ادوارد تامپسون اشاره می‌کند که برای کارگران بریتانیایی در اواخر قرن ۱۸ام و اوایل قرن ۱۹ام «فاصلهٔ موقعیت بین یک «خدمتگزار»، کارگر مزدی استخدام‌شده که در معرض دستورها و تأدیب سرور خود بود، و یک صنعت‌گر، که می‌توانست به میل خود «بیاید و برود»، به اندازه‌ای زیاد بود که مردان آدم بکشند اما به خود اجازه ندهند از طرفی به طرف دیگر بروند. و در نظام ارزشی جامعه کسانی که در برابر تحقیر مقاومت می‌کردند کار درستی می‌کردند». یک «عضو اتحادیه سازندگان» در دهه ۱۸۳۰ معتقد بود که اتحادیه‌های کارگری «نه‌تنها برای کار کمتر و دستمزد بیشتر اعتصاب خواهند کرد، بلکه در نهایت دستمزد را ملغی کرده و سرور خود خواهند شد و برای یکدیگر کار خواهند کرد. نیروی کار و سرمایه دیگر از هم جدا نخواهند بود بلکه در دستان مردان و زنان کارگر به طوری جداناشدنی به هم پیوند خواهند خورد».